# Bejo
Borja Jiménez Mérida (Santa Cruz de Tenerife, Canarias, 14 de marzo de 1994), más conocido por su nombre artístico Bejo, es un rapero español.

## Trayectoria
Es en el año 2006 cuando comenzó a escribir canciones.  En 2012 fue nominado, junto a Don Patricio y Jorge Pérez Quintero, al goya por mejor canción original por el tema "Nuestra playa eres tú" de la película Maktub. En 2014, formó el grupo musical Locoplaya, junto a Don Patricio y a Uge Fernández.
No sería hasta 2013, cuando debutó en solitario con la maqueta "Creo" conformada por 14 canciones. Al año siguiente publicó su segundo trabajo en solitario "Fundamental" un EP compuesto con cuatro temas, y en 2016 junto a su amigo Don Patricio lanza el EP "Estepa".
En 2017 lanzó “Hipi Hapa Vacilanduki”, su primer álbum de estudio con el cual empezó a ganar más repercusión. En 2018 sacó su 2.º álbum de estudio titulado “Parafernalio” que mezcla ritmos alegres con letras más intimas.
En junio de 2021 fue lanzado su disco “TRIPI HAPA” junto al productor Cookin’ Soul.
A fines de 2022 e inicio de 2023 armaría un pequeño proyecto llamado 'BARRACUDAS' el cual hoy (13/1/2025) cuenta con 4 canciones de rap llamadas RAPAPOLVO (primera canción), RAP IDO (segunda canción), RAPIÑA feat Cruz Cafuné (tercera canción) y TOKYO (cuarta y última canción). Según sus palabras, será continuado.
En mayo de 2023 lanzó su álbum llamado "El Tobogán" el cual cuenta con 10 canciones. Él y Cráneo lanzaron el ya mencionado álbum e hicieron un tour por Latinoamérica en junio y otro por España en septiembre.
En septiembre del 2023 sacó un EP llamado "La vida en cholas" el cual cuenta con 4 canciones amorosas y sentimentales para su pareja.

## Discografía

### LPs
- Hipi Hapa Vacilanduki (2017)
- Parafernalio (2018)
- Piedra Pómez (2019)
- Chachichacho (2020)

### LPs colaborativos
- Tripi hapa  (con Cookin' Soul)  (2021)
- El Tobogán (con Cráneo / Sloth Brite) (2023)

### EPs
- FundaMental (2014)
- Pírdula (2016)
- La vida  en cholas (2023)

### Sencillos
- El Ventilador (2017)
- Poco (2018)
- Helarte (2018)
- Sirope ft. Akapellah (2018)
- Perogrullo (2018)
- Tupperware (2018)
- Hasta Abajo (2018)
- No Depilada (2018)
- Mentecato (2018)
- Banga (2018)
- Piedra Pómez (2019)
- Dora la Exploradora (2019)
- Hala ft. Caravan trip (2019)
- Que Venga ft. La Sra. Tomasa (2020)
- Frida Calo ft. Sandro Jeeawock (2020)
- Fiesta en la Terraza (2020)
- Duele (2020)
- Dale ft. Sule B, Mumbai Moon (2020)
- Chocolate Blanco (2020)
- Bejo: Bzrp Music Sessions, Vol. 27 ft. Bizarrap (2020)
- Satisfayer ft. Nico Miseria (2020)
- Rap Largo (2020)
- Pero yo no ft. InnerCut (2020)
- Mucho (2020)
- Agusto ft. Kabasaki (2020)
- Con mucho gusto ft. Vicco (2020)
- Borracho ft. Alejo (2020)
- Dolphin ft. Luna Ki (2020)
- La Dieta (2021)
- Lapoli ft. Lapili, Beauty Brain (2021)
- Hipócrita ft. Cookin’ Soul (2021)
- GUAGUAGUA ft. Mucho Muchacho (2021)
- 1 2 3 ft. Xavibo (2021)
- La Pipa del Aguacate ft. Nico Miseria (2021)
- El Bucle ft. Nico Miseria (2021)
- La Florinata (2022)
- La Retahíla (2022)
- Rapapolvo | Barracudas #1 (2022)
- RAP IDO | Barracudas #2 (2022)
- RAPIÑA | Barracudas #3 ft. Cruz Cafuné (2023)
- Pompa ft. SFDK (2023)
- LA PROFECIA ft. Ibra (2024)
- Best P*ssy ft. Villano Antillano (2024)
- TOKYO | Barracudas #4 (2024)